# 韓綿禧
韓綿禧，山東济南府莱芜县人，清朝政治人物。

## 生平
順治二年（1645年）舉乙酉科山東鄉試。順治三年（1646年），聯登進士，授江西进贤县知县。